# Hipparchia stulta
Hipparchia stulta är en fjärilsart som beskrevs av Otto Staudinger 1882. Hipparchia stulta ingår i släktet Hipparchia och familjen praktfjärilar. Inga underarter finns listade i Catalogue of Life.